# Bunte Erzschwebfliege
Die Bunte Erzschwebfliege (Cheilosia illustrata) ist eine Fliege aus der Familie der Schwebfliegen (Syrphidae). Cheilosia ist eine sehr artenreiche Gattung mit 445 bislang beschriebenen Arten.

## Merkmale
Aus einiger Entfernung wirkt sie wie eine kleine Hummel (Hummelmimikry). Bei näherer Betrachtung kann man das breite, grau bestäubte Gesicht mit den langen, hellen und dichten Haaren erkennen. Die Fühler sind sehr dunkel mit einem fast quadratischen dritten Glied. Die Mittelbrust hat einen Verlauf von fuchsrot bis schwarz und hat lange hellgraue Haare an den Flanken. Der Hinterleib kann in mehreren Variationen auftreten, von fuchsrot oder weiß bis schwarz oder rötlich behaart. Die Beine sind schwarz und haben eine helle Färbung an den Knien. Auf der Mitte der Flügel ist eine braune Binde zu erkennen. Durch die auffällige Behaarung kann sie mit anderen Arten nur schwer verwechselt werden.

## Vorkommen
Sie ist in Europa, Mittel- und Nordasien verbreitet. In Mitteleuropa trifft man sie an Waldwegen, Waldlichtungen und Wegrändern an. Im Norden ist sie sehr selten. Sie fliegen von Juni bis September mit einem Höhepunkt während Juli und August.

## Lebensweise
Die Imagines zeigen eine entschiedene Blütenstetigkeit zu Bärenklaublüten. Selbst bei einer großen Auswahl von verschiedenen Doldenblütengewächsen sind sie trotzdem meistens nur an Bärenklaublüten anzutreffen. Die Larven, sind phytophage und sind an Wälder, insbesondere feuchte Laubwälder gebunden.